# Muhammad Sa'id al-Sahhaf
Muhammad Saʿīd al-Ṣaḥḥāf (in arabo محمد سعيد الصحاف‎?; al-Hilla, 30 luglio 1940) è un politico e diplomatico iracheno.

## Biografia
Nacque ad al-Hilla, vicino Karbala, nel 1940. Nel 1963 aderì al Partito Ba'th e fu nominato ambasciatore in Svezia, Malaysia, India, Nazioni Unite e Italia, per poi tornare in Iraq nel 1992, anno in cui Saddam lo nominò ministro degli Esteri.
Nell'aprile del 2001 fu esonerato da questo incarico ma i motivi di questo "licenziamento" rimangono ignoti, anche se era opinione comune che la sua azione diplomatica avesse ottenuto risultati peggiori rispetto a quelli del suo predecessore, Tareq Aziz: pare comunque che fosse stato Uday Hussein, figlio del dittatore, a suggerire al padre la sua rimozione. Venne comunque parzialmente ricompensato con l'assegnazione del Ministero dell'Informazione.
Divenne famoso per le sue improbabili dichiarazioni durante la guerra in Iraq del 2003. Egli, il 7 aprile, affermò che non vi erano americani a Baghdad e che le truppe di Saddam stavano comodamente vincendo la guerra, al punto che i soldati americani, terrorizzati dai "colleghi" iracheni, si stavano suicidando, impiccandosi ai cancelli delle città. Malgrado la caduta ormai imminente del governo dittatoriale e il crollo militare, Saʿīd al-Saḥḥāf si spinse molto in là nelle dichiarazioni: l'8 aprile dichiarò che "I carri armati statunitensi saranno catturati o bruciati. Gli americani si arrenderanno".
Queste dichiarazioni incaute lo resero il bersaglio preferito dei media occidentali: negli Stati Uniti venne soprannominato "Baghdad Bob" (riprendendo un famoso nomignolo di Jane Fonda, ovvero Hanoi Jane), mentre in Italia e nel Regno Unito fu ribattezzato "Alì il Comico" (con allusione al ministro della Difesa Ali Hassan al-Majid, il cui soprannome era ʿAlī il Chimico).
Involontariamente, Saʿīd al-Saḥḥāf  divenne un fenomeno mediatico: incominciavano a vendersi magliette con la sua faccia e i suoi slogan infausti; nacque un sito internet che lo prendeva in giro costantemente e che aveva circa 4.000 visite al secondo (WeLoveTheIraqiInformationMinister.com); attraverso alcuni fotomontaggi venne raffigurato durante le situazioni storiche più svariate (la battaglia di Waterloo, lo sbarco in Normandia, il film Star Wars).
Anche se era ormai chiaro che le sue dichiarazioni erano fantasiose, nel mondo arabo al-Ṣaḥḥāf fu creduto per molto tempo: la televisione siriana, ad esempio, non trasmise immagini sulla guerra perché la giudicava ormai vinta dalle truppe irachene. Quando poi le truppe anglo-americane entrarono a Baghdad molti arabi, intervistati dai mass-media locali, furono costretti ad ammettere che al-Ṣaḥḥāf si era inventato tutto di sana pianta.
A guerra ormai persa egli abbandonò l'Iraq raggiungendo, secondo le truppe americane, la Siria. Il 25 giugno del 2003 il quotidiano londinese The Daily Mirror annunciò la sua cattura, ma tale notizia non fu confermata né dalle autorità militari né dalla sua famiglia, che era stata intervistata da Abu Dhabi TV. Il giorno successivo egli stesso venne intervistato dalla stessa rete cui affermò di essersi arreso alle truppe americane, dichiarandosi non convinto dalle prove secondo cui Saddam Hussein era morto. Durante l'intervista egli fu molto reticente, e quasi sempre rispose alle domande con un "sì" o con un "no": secondo alcuni, per quelle dichiarazioni fu pagato $200,000. Una cosa era certa: al-Ṣaḥḥāf non era quel personaggio arrogante prepotentemente conosciuto durante il conflitto.
Dopo altre dichiarazioni alle autorità militari, al-Ṣaḥḥāf fu rilasciato dagli statunitensi: falsa era dunque la notizia, fatta trapelare ad arte da lui stesso, che si fosse impiccato. Il The Times ha riportato, nel marzo 2008, che Muhammad viveva negli Emirati Arabi Uniti con la sua famiglia.